# 共産主義者同盟赤軍派
共産主義者同盟赤軍派（きょうさんしゅぎしゃどうめい せきぐんは、略称：赤軍派）は、1969年に結成された共産同系の日本の新左翼党派の一つ。武装蜂起を主張して大阪戦争や東京戦争、よど号ハイジャック事件や銀行強盗・郵便局襲撃等を起こし、後の連合赤軍や日本赤軍などの母体ともなった。

## 組織
- 政治局議長：塩見孝也
- 軍事委員長：田宮高麿
- 組織委員長：堂山道生
- 政治局員：塩見孝也、田宮高麿、上野勝輝、堂山道生、高原浩之、花園紀男、八木健彦
- 拠点校：同志社大学、関東学院大学等

## 概要
共産主義者同盟赤軍派は、1970年安保闘争を目前に、第二次共産主義者同盟（共産同、ブント）の最左翼の分派（フラクション）として結成された。中心となったのは一時期は共産同の全国指導権を掌握した関西地方の「関西派」または「関西ブント」で、結成当初の人数は約400名であった。革命には軍事が不可欠であり、革命は「革命戦争」により勝ち取られると主張した。最盛期には本部を同志社大学におき、他に関東学院大学などに拠点があった。同じく武装闘争を主張し、軍事部門として共産主義突撃隊の形成を主張する共産主義者同盟主流派の戦旗派と対立し、さらに赤軍派の軍事主義を批判する共産主義者同盟の最右翼の叛旗派や情況派とも対立した。
主な主張は前段階武装蜂起論や世界革命戦争論で、大菩薩峠事件の後には国際根拠地論が加わり、よど号ハイジャック事件や後の日本赤軍結成にも繋がった。

## 歴史

### 結成

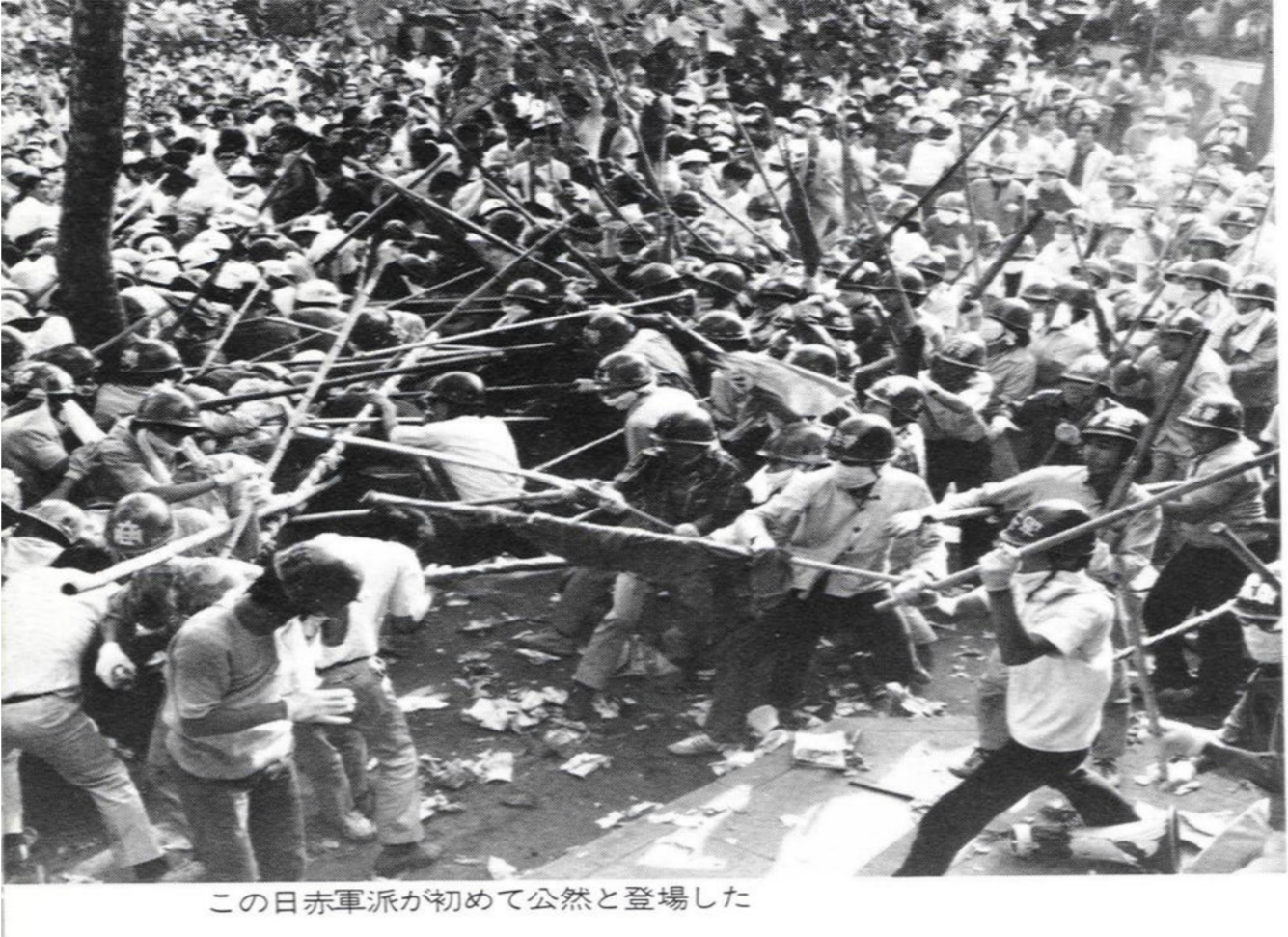
1969年9月5日、日比谷野外音楽堂の全国全共闘結成集会において第二次ブントの一団（左側）に殴り込みをかける共産同赤軍派のゲバルト部隊（右側）

1966年に再結成された共産主義者同盟（第二次ブント）は、1963年のマル戦派離脱により、塩見孝也らの「関西派」が主導権を握り「過渡期世界論 - 世界同時革命論」を打ち出し、1968年6月頃から「赤軍派」フラクション（分派）を名乗るようになった(ブント主流派が、関西派の論文に「赤軍」と記述があったことから関西派を「赤軍派」と呼び、関西派も赤軍派と自称するようになった。関西派内部では「あかぐん」と呼んでいた)。
1969年7月6日、「赤軍派」はブント合同会議（地区代表・学生細胞代表）が開かれる予定だった明治大学和泉校舎を襲撃し、会議の場を制圧した上で共産同執行部さらぎ徳二議長を椅子に縛って監禁し、暴行を加える事実上のクーデターを起こした。この混乱の結果、破防法で指名手配されていたさらぎは逮捕された。翌日には報復として叛旗派中央大学学生グループが赤軍派を襲撃、塩見らを拉致し、中大学館に2週間ほど監禁した。塩見らは脱出に成功したが、この時に脱出を図った同志社大生の望月上史が3階から転落し数週間後に死亡するという新左翼運動初の内ゲバによる死者を出し、ここで分裂が決定的なものとなった。これを受け1969年8月、共産同執行部は赤軍派幹部を除名した。 なお、後の連合赤軍最高幹部で当時赤軍派メンバーの森恒夫は7月6日の襲撃前に敵前逃亡しており、その後しばらく赤軍派に姿を見せなくなった。
1969年9月2日、塩見孝也ら30名のメンバーにより神奈川県・城ヶ島で「赤軍派」を結成。9月3日、関東学院大学金沢キャンパスに集結。9月4日に葛飾公会堂で初の決起大会を開いた。9月5日の日比谷野外音楽堂で開催された、全国全共闘結成集会に「蜂起貫徹、戦争勝利」のときの声とともに公然と大衆の前に姿を現し、「秋の前段階蜂起」、「世界革命戦争」、「世界赤軍建設と革命戦争」などを主張した。

### 国内武装闘争の開始
赤軍派の主要理論は、日本における革命により、世界革命の司令部としての党と軍隊を形成し、「世界革命の最高司令部である革命日本」と、革命の敵の総本山である帝国アメリカとの間で、「環太平洋革命戦争」を遂行するというもので、石原莞爾の「世界最終戦論」をマルクス主義化したような思想となった。その実現のためにPBM作戦が練られた。
1969年9月21日、22日、京都大学の封鎖解除に抵抗して立てこもった全共闘に呼応し、同大学周辺で火炎瓶によるゲリラ戦を展開。合わせて大阪府内で交番3カ所火炎瓶を投げ込む（大阪戦争）などの街頭活動を開始し、同年9月30日には日大奪還闘争に呼応して本富士警察署に火炎瓶を投げ込んだ（東京戦争）。続いて官公庁や首相官邸襲撃を行う予定であったが大菩薩峠での訓練を急襲され未遂に終わる。また、1970年2月22日の千葉県市原市辰巳台郵便局を皮切りに7件の「M作戦」を実行し始めていた。

### 大菩薩峠事件による大打撃からよど号ハイジャック事件へ
上記のように、革命に先行する武装蜂起と一時的な政権掌握という「赤軍版二・二六事件」とも形容出来る「前段階武装蜂起」の理論に基づく大菩薩峠方面での軍事訓練を警察に察知され、予定されていた「第三中隊」「第七中隊」その他の決起部隊が一網打尽となる（大菩薩峠事件）。逮捕劇の舞台となった「福ちゃん荘」はハイカーに人気の大菩薩嶺の登山道の分岐にあり便もよく、後に皇太子（現：今上天皇）が利用するなど比較的知られた山荘であり、基地として不適なため詰めの甘い選定であった。
大菩薩峠事件の後、国内での非合法闘争の後方基地としての海外のベースが必要であるとする海外亡命抗戦論とでも言うべき「国際根拠地論」が登場し、「B作戦」の一環として田宮高麿のグループ（後のよど号グループ）は1970年によど号ハイジャック事件を起こす。北朝鮮へ向かったのは北朝鮮を支持していたわけではなく、単に「敵の敵の味方」であり「最寄の反米国家」、「指導者をオルグすべき労働者国家」だったからにすぎないといわれる。一連の事件により、結成以来の議長の塩見孝也、上野勝輝、花園紀夫（早大）、高原浩之（京大）ら赤軍派幹部は一網打尽となり、組織は壊滅に近い状態になった。その後も200名以上のメンバーやシンパが微罪逮捕で検挙され「赤軍罪」という言葉まで出来た。
1971年1月25日、午後6時過ぎから東京都千代田区の千代田公会堂で、共産同赤軍派と京浜安保共闘は共催で、「一・二五蜂起戦争・武装闘争勝利政治集会」を開催した。約300人参加。両派は共同宣言を行った。

### 日本赤軍の誕生
やはり国際根拠地論に基づき、1971年にパレスチナに向かった重信房子のグループは、パレスチナ解放人民戦線（PFLP）への義勇兵として1972年のテルアビブ空港乱射事件（ロッド空港事件、リッダ闘争）に参加し、以後は赤軍派アラブ委員会（アラブ赤軍）等と称し、1974年に日本赤軍と称するようになった。重信房子の著書『わが愛わが革命 (1974年)』によると、遠山美枝子らの個人的な送金はあったものの、赤軍派からの支援は無かったという。

### 国内獄外グループによる連合赤軍結成
一方、国内に残った赤軍派の獄外メンバーは、それまでの指導部がすべて獄中にあるため独自の動きが困難になっていたが、大菩薩峠事件以降の大量逮捕などの事情から塩見の呼びかけで復帰して「M作戦」（活動資金獲得のための金融機関襲撃）の指揮をとっていた中堅の森恒夫が獄外メンバーの指導的地位を掌握する。
1970年末、森を獄外最高指導者とする赤軍派は日本共産党（革命左派）神奈川県委員会との提携を始めた。赤軍派と革命左派は本来、基本的にイデオロギー上にかなり違いがあり、革命左派は「銃のみが政権を生み出す」をスローガンに武装闘争を行っていた毛沢東主義の小党派であった。当初は、革命左派が以前に武器奪取を目的とした上赤塚交番襲撃事件で射殺された柴野春彦の追悼集会を合同で開いたり、革命左派が真岡銃砲店襲撃事件で強奪した武器を赤軍派に「援助」し、赤軍派がM作戦で得た資金を革命左派に「援助」するといった、あくまで別組織としての提携活動であった。1971年7月、両党派の軍事部門を統合した「連合赤軍」を結成、同年12月遂に両組織主流派幹部は統合し、連合赤軍中央委員会を名のった。
前身が共に追われる身の武闘派から成る連合赤軍は、活動拠点を山中のキャンプに移していった。しかし、12人の仲間を殺害する山岳ベース事件で組織が弱体化し、あさま山荘事件（1972年）で抵抗を試みるも主力部隊は逮捕され壊滅した。なおキャンプに参加しなかった者や獄中に在った者の一部は国外に逃れ、日本赤軍に参加する。

### 国内再建グループの分裂
連合赤軍の解体以後、事態の総括をめぐって赤軍派の内部で激しい論争が生じ、赤軍派はいくつかの党派へと分裂する。主流となったのは獄中にあった塩見孝也らを中心とする共産主義者同盟赤軍派（プロレタリア革命派）である。同派は塩見の独善的な組織運営などに反発する島根大学のグループが主導権を掌握し、寄せ場などでの労働運動に力を入れ活動を行っていたが、1990年代に入り活動が停滞し、自然消滅した。かつてのメンバーは現在でも山谷でNPOを結成して活動しているとされる。